# Cagua
Cagua – miasto w Wenezueli, w stanie Aragua; 136 tys. mieszkańców (2013).